# Omar Morales (lutador)
Omar Antonio Morales Ferrer (Caracas, 17 de outubro de 1985) é um lutador venezuelano de artes marciais mistas, atualmente competindo na divisão leve do Ultimate Fighting Championship. 

## Carreira no MMA

### Ultimate Fighting Championship
Morales fez sua estreia no UFC em 21 de dezembro de 2019 contra Dong Hyun Ma no UFC Fight Night: Edgar vs. The Korean Zombie. Ele venceu por decisão unânime.
Sua segunda luta veio em 16 de maio de 2020 contra Gabriel Benítez no UFC Fight Night: Smith vs. Teixeira. Morales venceu a luta por decisão unânime.

## Cartel no MMA
| Cartel no MMA   |             |            |
| 13 lutas        | 11 vitórias | 2 derrotas |
| Por nocaute     | 2           | 0          |
| Por finalização | 5           | 1          |
| Por decisão     | 4           | 1          |

| Res.    | Cartel | Oponente                | Método                                    | Evento                                               | Data       | Round | Tempo | Local                      | Notas |
| ------- | ------ | ----------------------- | ----------------------------------------- | ---------------------------------------------------- | ---------- | ----- | ----- | -------------------------- | ----- |
| Derrota | 11–2   | Jonathan Pearce         | Finalização (mata leão)                   | UFC 266: Volkanovski vs. Ortega                      | 25/09/2021 | 2     | 3:31  | Las Vegas, Nevada          |       |
| Vitória | 11-1   | Shane Young             | Decisão (unânime)                         | UFC 260: Miocic vs. Ngannou 2                        | 27/03/2021 | 3     | 5:00  | Las Vegas, Nevada          |       |
| Derrota | 10–1   | Giga Chikadze           | Decisão (unânime)                         | UFC Fight Night: Moraes vs. Sandhagen                | 10/10/2020 | 3     | 5:00  | Abu Dhabi                  |       |
| Vitória | 10-0   | Gabriel Benítez         | Decisão (unânime)                         | UFC Fight Night: Smith vs. Teixeira                  | 13/05/2020 | 3     | 5:00  | Jacksonville, Flórida      |       |
| Vitória | 9-0    | Dong Hyun Ma            | Decisão (unânime)                         | UFC Fight Night: Edgar vs. The Korean Zombie         | 21/12/2019 | 3     | 5:00  | Busan                      |       |
| Vitória | 8-0    | Harvey Park             | Nocaute Técnico (chutes na perna e socos) | Dana White's Contender Series - Season 3, Episódio 7 | 06/08/2019 | 2     | 1:06  | Las Vegas, Nevada          |       |
| Vitória | 7-0    | Troy Nawrocki           | Nocaute (Socos)                           | Bellator 204                                         | 17/08/2018 | 1     | 0:58  | Sioux Falls, Dakota do Sul |       |
| Vitória | 6-0    | Jhan Zuniga             | Finalização (mata-leão)                   | Latin American Championship - The One                | 20/02/2016 | 1     | 3:14  | Carabobo, Venezuela        |       |
| Vitória | 5-0    | Danilo Padilha da Silva | Decisão (Unânime)                         | Fight Time 25                                        | 29/05/2015 | 3     | 5:00  | Miami, Flórida             |       |
| Vitória | 4-0    | Stefan Werleman         | Finalização (mata-leão)                   | Eye 4N Eye Fighting Championships                    | 26/09/2014 | 1     | 0:49  | Oranjestad, Aruba          |       |
| Vitória | 3-0    | Wilmer Gonzalez         | Finalização (Guilhotina)                  | SMMA - Supremacia MMA 2                              | 27/10/2012 | 1     | 1:54  | Caracas, Venezuela         |       |
| Vitória | 2-0    | Jesus Rodriguez         | Finalização (chave de braço)              | PMMA - Pugilatus MMA                                 | 18/08/2012 | 1     | 3:34  | Miranda, Venezuela         |       |
| Vitória | 1-0    | Angel Brito             | Finalização (mata-leão)                   | GOV 2 - Total Elimination Absolute                   | 26/11/2011 | 1     | N/A   | Monagas, Venezuela         |       |